# For Your Pleasure
For Your Pleasure är det andra studioalbumet av det brittiska rockbandet Roxy Music, utgivet 23 mars 1973. Det var det sista albumet av Roxy Music som keyboardisten Brian Eno medverkade på, då denne lämnade bandet sommaren 1973 till följd av sammandrabbningar med gruppens sångare Bryan Ferry. For Your Pleasure blev en kritisk och kommersiell succé, och nådde en fjärdeplats på den brittiska albumlistan. Albumet har fått guldcertifikat i Storbritannien. 

## Produktion och lansering
Roxy Music spenderade mer tid i studion inför releasen av For Your Pleasure än under inspelningen av deras självtitulerade debutalbum. Det ligger mer eftertanke bakom produktionen av For Your Pleasure, bland annat användes fler ljudeffekter än i gruppens tidigare material.
Både Do The Strand och Editions of You är upptempolåtar i stil med bandets debutsingel Virginia Plain. Anmärkningsvärt för Editions of You är de solon som framförs av Andy Mackay (saxofon), Brian Eno (VCS 3-synthesizer) och Phil Manzanera (gitarr). Andra låtar som har varit betydande för bandets karriär är titelspåret, The Bogus Man, samt den storstilade balladen In Every Dream Home a Heartache. Bryan Ferrys låttexter är målande, vitsiga och emellanåt kryptiska. Flera av låttexterna har mörka undertoner, dit hör The Bogus Man, som handlar om en stalker, och In Every Dream Home a Heartache, som beskriver en mans kärlekshistoria med en uppblåsbar Barbara. En liveinspelning av titelspåret från en konsert på Wembley Empire Pool i oktober 1975 användes som B-sida till Roxy Musics singel Both Ends Burning (1975).

### Singlar
Do The Strand släpptes som singel i Europa och USA. Även singeln Pyjamarama, som dock inte inkluderades på albumet, släpptes strax innan lanseringen av For Your Pleasure och blev en stor hit i Storbritannien. Pyjamarama nådde plats 10 på UK Singles Chart.

### Skivomslag
Fotomodellen och Salvador Dalís musa Amanda Lear figurerar på skivomslaget. På baksidan av omslaget syns även Bryan Ferry.

## Utmärkelser
År 2000 publicerade musiktidningen Q en lista över tidernas 100 bästa brittiska album, där For Your Pleasure intog plats 33. Albumet placerade sig på 394:e plats när musiktidningen Rolling Stone rankade tidernas 500 bästa album 2003. Det var ett av fyra album av Roxy Music på listan, de övriga var Country Life, Siren och Avalon. For Your Pleasure intog även plats 88 på NME:s lista över tidernas 500 bästa album 2013.

## Låtlista
Samtliga låtar är skrivna av Bryan Ferry.
| 1. | "Do the Strand"                   | 4:04 |
| 2. | "Beauty Queen"                    | 4:41 |
| 3. | "Strictly Confidential"           | 3:48 |
| 4. | "Editions of You"                 | 3:51 |
| 5. | "In Every Dream Home a Heartache" | 5:29 |

| 6. | "The Bogus Man"     | 9:20 |
| 7. | "Grey Lagoons"      | 4:13 |
| 8. | "For Your Pleasure" | 6:51 |

## Medverkande
- Bryan Ferry – sång, keyboard, mellotron, munspel, gitarr (spår 5)
- Andy Mackay – oboe, saxofon, elorgel
- Brian Eno – synthesizer
- Paul Thompson – trummor
- Phil Manzanera – gitarr
- John Porter – elbas

Produktion
- Chris Thomas, John Anthony, Roxy Music – producenter
- Roxy Music – arrangering
- John Middleton, John Punter – ljudtekniker
- Karl Stoecker – fotografi
- Nicholas de Ville – art direction
- C.C.S. – konst
- Anthony Price – stylist
- Smile – stylist

## Listplaceringar
| Lista (1973)   | Position            |
| -------------- | ------------------- |
| Norge          | 15 (VG-lista)       |
| Storbritannien | 4 (UK Albums Chart) |
| USA            | 193 (Billboard 200) |
| Västtyskland   | 28                  |
| Österrike      | 9                   |